# Campionati mondiali di beach volley 2009
I Campionati del mondo di beach volley 2009 si sono svolti dal 26 giugno al 5 luglio 2009 a Stavanger, in Norvegia.

## Podi

### Uomini
| Evento                     | Oro                                    | Argento                                     | Bronzo                                  |
| Torneo maschile (dettagli) | Germania Julius Brink Jonas Reckermann | Brasile Alison Cerutti Harley Marques Silva | Stati Uniti Todd Rogers Phil Dalhausser |

### Donne
| Evento                      | Oro                                   | Argento                                   | Bronzo                                 |
| Torneo femminile (dettagli) | Stati Uniti April Ross Jennifer Kessy | Brasile Larissa França Juliana Felisberta | Brasile Talita Antunes Maria Antonelli |

## Medagliere
| Posizione | Paese       |   |   |   | Totale |
| --------- | ----------- | - | - | - | ------ |
| 1         | Stati Uniti | 1 | 0 | 1 | 2      |
| 2         | Germania    | 1 | 0 | 0 | 1      |
| 3         | Brasile     | 0 | 2 | 1 | 3      |
| Totale    | Totale      | 2 | 2 | 2 | 6      |